# أردنيون من أصول فلسطينية
فلسطينيو الأردن يشير هذا المصطلح إلى الفلسطينيين الذين هُجِّروا قسرًا إلى الأردن خلال الحرب العربية الإسرائيلية 1948، وحرب 1967، وإلى ذوي الأصول الفلسطينية في الأردن.
يتمتع معظم الفلسطينيين في الأردن بالمواطنة الأردنية الكاملة، يُستثنى من ذلك اللاجئين الذين قدموا من قطاع غزة، وهو الذي كان حتى العام 1967 تابعًا للإدارة المصرية، وهم يحملون جوازات سفر أردنية مؤقتة لا تخولهم حق المواطنة الكاملة كحق التصويت وحق التوظيف في الدوائر الحكومية.

## عدد الفلسطينيين في الأردن
بلغ عدد سكان الأردن حسب نتائج التعداد العام للسكان والمساكن لسنة 2015 حوالي 9,5 مليون نسمة، بلغ عدد الأردنيين منهم 6,6 مليون نسمة. تشير التقديرات الرسمية إلى أن نسبة الأردنيين من أصل فلسطيني تتراوح بين 35- 39%،  بينما يقدر باحثون فلسطينيون نسبتهم تتراوح بما بين 60–63% من الشعب الأردني وتُشير تقديرات باحثين عرب إلى أن نسبة الأردنيين من أصل فلسطيني تتراوح بين 45–55%، بينما يقدر موقع «يهوة» المسيحي عدد الأردنيين من أصل فلسطيني بـ 3,5 مليون نسمة، أي ما يشكل نسبة 53% من الأردنيين.

## المخيمات
عاش المهجّرون في مخيمات مؤقتة وفي المساجد والمدارس وغيرها من المباني غير الآهلة بالسكان، وكانت منظمات إنسانية عديدة تقدم خدماتها الإغاثية للاجئين مثل الصليب الأحمر الدولي والجمعيات الخيرية المحلية، ثم أسست وكالة الأمم المتحدة لاغاثة وتشغيل اللاجئين الفلسطينيين (أنروا).
يوجد في الأردن عشر مخيمات للاجئين الفلسطينيين، أربعة منها تأسست بعد حرب عام 1948، وستة منها بعد عام 1968، وتشير أرقام الأنروا إلى وجود 2,206,736 لاجئ فلسطيني مسجُل لديها.
- العاصمة عمان: 
  - مخيم عمان الجديد (مخيم الوحدات): أسس عام 1955
  - مخيم جبل الحسين
  - مخيم ماركا (شنلر سابقا وحطين حاليا)
- خارج العاصمة: 
  - مخيم البقعة - محافظة البلقاء غرب شمال العاصمة
  - مخيم الزرقاء - محافظة الزرقاء شرق شمال العاصمة
  - مخيم الطالبية – محافظة مادبا جنوب العاصمة
  - مخيم سوف – محافظة جرش شمال الأردن
  - مخيم جرش (مخيم غزة) – محافظة جرش شمال الأردن
  - مخيم الحصن (الشهيد عزمي المفتي) – محافظة إربد شمال الأردن
  - مخيم إربد – وسط مدينة إربد.

## أبرز الشخصيات
- الملكة رانيا، عقيلة الملك عبد الله الثاني
- فريال إرشيد، قرينة الأمير محمد بن طلال
- علياء الحسين، قرينة الملك حسين بن طلال والدة الأمير علي بن الحسين والأميرة هيا بنت الحسين
- إبراهيم نصر الله، شاعر وأديب، ولد في عمان
- أنور نسيبة، قومي ولد في القدس
- أحمد طوقان، زعيم سياسي ولد في نابلس
- حيدر محمود، سياسي وشاعر ولد في حيفا
- ألبرت جميل بطرس، أكاديمي وسياسي ودبلوماسي وُلِد في القدس.
- عامر ذيب، لاعب كرة قدم ولد في عمّان
- قاسم الريماوي، رئيس وزراء
- حسن عبد الفتاح، لاعب كرة قدم ولد في الرياض
- ديانا كرزون، مغنية
- عبير عيسى، ممثلة
- إياد نصار، ممثل
- عامر شفيع، لاعب كرة قدم
- لارا الصفدي، ممثلة
- حاتم عقل، لاعب كرة قدم
- شريف عدنان، لاعب كرة قدم
- رأفت علي، لاعب كرة قدم
- طوني قطان، فنان ولد في القدس
- عماد حجاج، رسام كاريكاتير
- ربيحة الرفاعي، أديبة وشاعرة
- هاني الطيطي، أديب وفنان تشكيلي.

## مواقف الملوك الأردنيين من القضية الفلسطينية
مواقف الملوك الأردنيين من القضية الفلسطينية شهدت تطورًا ملحوظًا عبر العقود، واختلفت استجابة كل ملك لهذه القضية بناءً على التحديات السياسية التي كانت تواجه الأردن في فترات حكمهم.
الملك عبد الله الأول (1946-1951)
كان الملك عبد الله الأول مؤيدًا قويًا للفلسطينيين في بداية حكمه، حيث كان له رؤية خاصة بشأن وحدة العرب بشكل عام وفلسطين بشكل خاص. كان يسعى إلى تحقيق التكامل بين الأردن وفلسطين، خاصة بعد أن تولى إمارة شرق الأردن في عام 1921.
في عام 1948، كان الملك عبد الله قد خطط لضم الضفة الغربية إلى المملكة الأردنية، وهو ما تحقق بعد الحرب العربية الإسرائيلية الأولى. فبعد أن نجح في معركة القدس، قام بضم الضفة الغربية إلى الأردن وأصبح ملكًا على الضفتين. كانت هذه خطوة استراتيجية لتأمين مستقبل فلسطين تحت حكم عربي، ولكنها أيضًا أثارت توترات مع بعض الدول العربية التي كانت ترفض تقسيم فلسطين.
الملك حسين (1952-1999)
كان الملك حسين الشخصية الأكثر تأثيرًا في السياسة الأردنية تجاه القضية الفلسطينية. لعب الملك حسين دورًا مركزيًا في مختلف مراحل الصراع العربي الإسرائيلي، حيث سعى لتحقيق مصالح الأردن، ولكنه في نفس الوقت كان ملتزمًا بالقضية الفلسطينية.
في حرب 1967، خسر الأردن الضفة الغربية لصالح إسرائيل، وكان ذلك لحظة محورية في تاريخ الملك حسين. بعد الحرب، بذل الملك حسين جهودًا كبيرة للحفاظ على الوضع الديموغرافي والسياسي للأردن، لكن الخسارة الكبيرة لم تزد إلا من تأكيد موقفه في دعم حقوق الفلسطينيين. وعلى الرغم من الالتزام القوي بالقضية الفلسطينية، كان الملك حسين أيضًا من المؤيدين للحلول السياسية، وفتح قنوات خلفية مع إسرائيل في محاولة لحل النزاع. وبعد سنوات من المفاوضات، وقّع الأردن معاهدة السلام مع إسرائيل في عام 1994، وهو ما كان خطوة مثيرة للجدل بين بعض الأوساط الفلسطينية.
المقالة الرئيسة: أيلول الأسود
في عام 1970، اندلعت مواجهات عنيفة بين الجيش الأردني والفصائل الفلسطينية في ما عُرف بـ "أيلول الأسود". كان هذا النزاع نتيجة لتوترات بين الملك حسين ومنظمة التحرير الفلسطينية، خصوصًا بعد أن أصبحت الفصائل الفلسطينية قوة سياسية وعسكرية كبيرة داخل الأردن. وخلال المواجهات قُتل العديد من الفلسطينيين والأردنيين وتسبب هذا الحدث في تغيير جذري في تاريخ العلاقة بين البلدين. كما أثرت أحداث "أيلول الأسود" بشكل كبير على السياسة الأردنية والفلسطينية، حيث أدت هذه الأحداث إلى تراجع وجود منظمة التحرير الفلسطينية في الأردن. وعلى الرغم من ذلك، استمر الملك حسين في دعم حقوق الفلسطينيين على الساحة الدولية.
الملك عبد الله الثاني (1999 - حتى الآن)
الملك عبد الله الثاني، الذي تولى العرش بعد وفاة والده الملك حسين، حافظ على مواقف الأردن التقليدية من القضية الفلسطينية، وهي دعم حقوق الفلسطينيين في إقامة دولتهم المستقلة. لكنه، في نفس الوقت، يتبع سياسة براغماتية، حيث يسعى لتحقيق استقرار سياسي واقتصادي للأردن. يعتبر الملك عبد الله الثاني القدسَ جزءًا لا يتجزأ من القضية الفلسطينية، وقد جعل من الدفاع عن القدس والمقدسات الإسلامية والمسيحية في المدينة جزءًا من أولوياته السياسية. هذا يظهر بشكل خاص في مواقف الأردن في الأمم المتحدة وفي علاقاته مع الدول العربية.
وكان الملك عبد الله الثاني من أبرز الداعمين لحل الدولتين، حيث يرى أن الحل الأمثل للنزاع الفلسطيني الإسرائيلي هو إقامة دولة فلسطينية مستقلة إلى جانب إسرائيل. كما حرص على التأكيد على موقف الأردن الثابت في دعم الحقوق الفلسطينية في محافل عالمية.

## هوامش
1. ↑  حسب نتائج التعداد العام للسكان والمساكن في الأردن لسنة 2015 بلغ عدد سكان الأردن 9,5 مليون نسمة، بلغ عدد الأردنيين منهم 6,6 مليون نسمة،[1] حسب التقديرات الرسمية نسبة الأردنيين من أصل فلسطيني هي 43%[2] الباحثون الفلسطينيون ومن بينهم الباحث عريب الرنتاوي يذكر أن نسبتهم تتراوح ما بين 60–63% من الشعب الأردني[3] وتُشير تقديرات باحثين عرب مستقليين أن نسبة الأردنيون من أصل فلسطيني تتراوح بين 45–55%،[4] بينما مصادر غربية تذكر أن عدد الأردنييون من أصل فلسطيني في الأردن هي 3,5 مليون نسمة أي ما يشكل نسبة 53% من الأردنيين [5] وتقدر الأنروا عددهم ب 2.1 مليون نسمة.[6]